# 2024 في السعودية
تحتوي هذه المقالة على أهم الأحداث التي شهدتها السعودية في 2024، إضافة إلى أهم الشخصيات السعودية التي وُلدت أو تُوفيت في هذه السنة.

## السياسة

### الحكم
الملك: سلمان بن عبد العزيز آل سعود

### تعيينات

#### يناير
- 2:
  - هيفاء بنت عبد العزيز بن عياف آل مقرن، سفيراً للسعودية لدى إسبانيا.[1]
  - غازي بن فيصل بن زقر، سفيراً للسعودية لدى اليابان.[1]
  - ماجد بن عبد العزيز العبدان، سفيراً للسعودية لدى المجر.[1]
  - فايز بن مشل التمياط، سفيراً للسعودية لدى موريشيوس.[1]
  - محمد بن خليل فالوده، سفيراً للسعودية لدى أوغندا.[1]
  - رامي بن سعود العتيبي، سفيراً للسعودية لدى بلغاريا.[1]
- 14:
  - فؤاد بن أحمد آل الشيخ مبارك، رئيساً تنفيذياً لشركة المياه الوطنية.[2]
  - نمر بن محمد الشبل، مستشاراً لمعالي رئيس مجلس إدارة شركة المياه الوطنية.[2]

#### مايو
- 15:[3]
  - عبد العزيز بن محمد بن عبد العزيز بن عياف آل مقرن، مستشاراً خاصاً للملك بمرتبة وزير بالإضافة إلى تكليفه بالقيام بأعمال نائب وزير الحرس الوطني.[3]
  - عبد المحسن بن عبد العزيز التويجري، مستشارًا بالديوان الملكي بمرتبة وزير.[3]
  - الشيهانة بن صالح بن عبد الله العزاز، مستشارًا بالديوان الملكي بالمرتبة الممتازة.[3]
  - خالد بن محمد بن عبد العزيز العبد الكريم، أمينًا عامًا لمجلس الوزراء بمرتبة وزير.[3]
  - مازن بن تركي بن عبد الله السديري، مستشارًا بالأمانة العامة لمجلس الوزراء بالمرتبة الممتازة.[3]
  - سامي بن عبد الله مقيم، نائبًا لرئيس الهيئة السعودية للبيانات والذكاء الاصطناعي بالمرتبة الممتازة.[3]
  - الربدي بن فهد بن عبد العزيز الربدي، رئيسًا لمكتب إدارة البيانات الوطنية بالمرتبة الممتازة.[3]
  - عبد المحسن بن سعد بن عبد المحسن الخلف، نائبًا لوزير المالية بالمرتبة الممتازة.[3]
  - عبد العزيز بن سعود بن عبد العزيز الدحيم، مساعداً لوزير التجارة بالمرتبة الممتازة.[3]
  - عبد الله بن علي بن محمد الأحمري، مساعدًا لوزير الصناعة والثروة المعدنية للتخطيط والتطوير بالمرتبة الممتازة.[3]
  - أنس بن عبد الله بن حمد الصليع، مساعدًا لوزير السياحة بالمرتبة الممتازة.[3]

### الإعفاءات

#### يناير
- 14: نمر بن محمد الشبل، الرئيس التنفيذي لشركة المياه الوطنية.[2]

#### مايو
- 15:
  - عبد المحسن بن عبد العزيز التويجري، نائب وزير الحرس الوطني.[3]
  - الشيهانة بنت صالح بن عبدالله العزاز، نائب الأمين العام لمجلس الوزراء.[3]

## أحداث

### يناير
- 2: قيام عدد من السفراء المعينين بتأدية القسم أمام الملك سلمان بن عبد العزيز في قصر عرقة بالرياض.[1]
- 4: نظمت هيئة الأدب والنشر والترجمة مهرجان "الكتّاب والقرّاء" في نسخته الثانية في مركز الأمير سلطان الحضاري بمحافظة خميس مشيط.[4]
- 7: كتاب (أسلوب جبة في الفنون الصخرية بالجزيرة العربية) للكاتبة سارة بنت فالح الدوسري.[5]
- 8: أعلنت هيئة فنون الطهي عن تسمية الأطباق المناطقية لكل مناطق المملكة.[6]
- 9:
  - استضافة مؤتمر التعدين الدولي الثالث بمشاركة 145 دولة.[7]
  - أصدرت دارة الملك عبدالعزيز العدد الثاني من مجلة "الدارة" باللغة الانجليزية لدراسات شبه الجزيرة العربية (DJAP)، بالتعاون مع دار (بريل) الهولندية.[8]
  - دشّنت الجمعية العربية السعودية للثقافة والفنون بعسير كتاب " الشعر الشعبي في عسير.. الخطوة أنموذجاً " للكاتب عيسي النجيمي.[9]
- 10:
  - أعلن معالي رئيس مجلس إدارة مركز الإقامة المميزة الدكتور ماجد بن عبدالله القصبي عن إطلاق 5 منتجات للإقامة المميزة.[10]
  - أقيمت منافسات كأس السوبر الإسباني لكرة القدم، التي تستضيفها المملكة على أراضيها للمرة الرابعة على ملعب الأول بارك بمدينة الرياض، وقد استمرت إلى اليوم 14 من الشهر نفسه.[11]
- 11: صدور هورايزن، فيلم وثائقي يوثق ثراء وتنوع الحياة الفطرية والثروة الطبيعية في المملكة، صدر الفيلم على منصة نتفليكس العالمية.[12]
- 12: انطلاق مهرجان كؤوس الملوك والأمراء لسباقات الخيل بنسخته التاسعة 2024 بميدان الملك عبدالعزيز في نادي سباقات الخيل بالرياض.[13]
- 13:
  - نظم الاتحاد السعودي للفروسية سباق كأس اللجنة الأولمبية والبارالمبية السعودية للقدرة والتحمل لمسافة 100 كم بمشاركة 188 فارسًا وفارسة من 7 دول حول العالم, وذلك على ميادين مزرعة الخالدية بالرياض.[14]
  - دشنت أكاديمية مهد الرياضية النسخة الأولى من بطولة مهد الدولية لكرة القدم، التي تحتضنها مدينة الملك عبد الله الرياضية في محافظة جدة، وذلك بمشاركة ثمانية فرق من فئة مواليد 2008/2009 يمثلون ستة أندية عريقة، وأكاديميتين عالميتين.[15]
- 14: أنجز المؤلفان ماجد صلال المطلق، ومطر عايد العنزي، كتاباً بعنوان: "التابلاين ودوره التنموي في منطقة الحدود الشمالية"[16]
- 18:
  - المؤتمر السعودي العالمي لطب الأسنان SIDC 2024 في دورته الـ 35 الذي تنظمه كلية طب الأسنان والجمعية السعودية لطب الأسنان بجامعة الملك سعود بمركز الرياض للمؤتمرات والمعارض.[17]
  - المؤتمر الدولي الثاني للجمعية السعودية لطب الأمومة والجنين، الذي تنظمه الجمعية، على مدى يومين، وذلك بفندق ريتز كارلتون بجدة.[18]

### فبراير
- 1: الأمير محمد بن سلمان بن عبد العزيز آل سعود ولي العهد السعودي يعلن تأسيس الشركة السعودية للإلكترونيات (آلات) إحدى شركات صندوق الاستثمارات العامة.[19]
- 4: افتتاح معرض الدفاع العالمي بنسخته الثانية في مدينة الرياض.[20]
- 8: انطلاق النسخة الأولى من مهرجان خادم الحرمين الشريفين للهجن في الرياض.[21]
- 23: انطلاق النسخة الخامسة من بطولة كأس السعودية 2024 لسباقات الخيل.[22]

### مارس
- 4: انطلاق النسخة الثالثة من مؤتمر ليب 2024 [23]
- 7: ولي العهد السعودي يعلن عن إتمام نقل (8%) من إجمالي أسهم شركة أرامكو السعودية إلى محافظ شركات مملوكة بالكامل لصندوق الاستثمارات العامة.[24]

### أبريل
- 20: كأس العلا للهجن 2024 .[25]

### مايو
- 30: أعلنت حكومة المملكة العربية السعودية وشركة أرامكو السعودية إطلاق عملية الطرح العام الثانوي لأسهم عادية في الشركة من قبل الحكومة بواقع 1.545 مليار سهم، والتي تمثل حوالي 0.64% من أسهم الشركة.[26]

### يوليو
- 2: إنطلاق النسخة الأولى من كأس العالم للرياضات الإلكترونية في «بوليفارد رياض سيتي» في العاصمة الرياض بتنظيم الاتحاد السعودي للرياضات الإلكترونية، وذلك بمشاركة أكثر من 2500 لاعب ولاعبة من مختلف الأندية الدولية، وبجوائز مالية بتجاوز 60 مليون دولار.[27][28]
- 3: بدأ تطبيق نظام التأمينات الاجتماعية الجديد في المملكة العربية السعودية.[29]
- 17: اعتماد الخُبر «مدينة صحية» بعد أن حققت 80 معياراً من معايير منظمة الصحة العالمية.[30]
- 21: صدرَ أمرٌ ملكيٌّ بتعديل اسم «وزارة الشؤون البلدية والقروية والإسكان» ليكون «وزارة البلديات والإسكان».[31]
- 27: إدراج قرية الفاو الأثرية ضمن قائمة اليونسكو للتراث العالمي في السعودية تحت اسم «المنظر الثقافي لمنطقة الفاو الأثرية».[32]
- 28: الإعلان عن استاد الملك سلمان بشمال الرياض ومن المقرر أن يتسع لنحو 92 ألف مشجع.[33]
- 29: تسليم ملف الترشح لاستضافة كأس العالم 2034 في السعودية بشكل رسمي،[34]
- 31: الاتحاد الدولي لكرة القدم (الفيفا) يعلن عن المدن المستضيفة لكأس العالم 2034 وهي: الرياض وجدة والخُبَر ونيوم وأبها.[35]

### أغسطس
- 25: اختتام فعاليات «كأس العالم للرياضات الإلكترونية» في الرياض بنسختها الأولى وتتويج فريق فالكونز السعودي بكأس البطولة من قِبل ولي العهد السعودي محمد بن سلمان وبحضور الأمير عبد العزيز بن تركي الفيصل وزير الرياضة السعودي، وجياني إنفانتينو رئيس الاتحاد الدولي لكرة القدم.[36]

### سبتمبر
- 2: صدور أمرين ملكيين بإعادة تكوين هيئة كبار العلماء تحت رئاسة مفتي عام المملكة عبد العزيز آل الشيخ، وكذلك مجلس الشورى تحت رئاسة عبد الله آل الشيخ.[37]
- 10: انطلاق أعمال القمة العالمية للذكاء الاصطناعي في الرياض بنسختها الثالثة، والتي استمرت حتى اليوم الثاني عشر من الشهر نفسه.[38]

### أكتوبر
- 9: الاتحاد الدولي لصون الطبيعة (IUCN) يعلن عن إدراج محمية الوعول ضمن القائمة الخضراء للمناطق المحمية؛ لتصبح بذلك أول محمية سعودية تنضم للقائمة.[39]
- 14: الكشف عن دراسة قام بها باحثون من جامعة الملك عبد الله للعلوم والتقنية (كاوست) عن أدلة بيولوجية في فوهة الوعبة بالسعودية تشير إلى إمكانية وجود حياة على «إنسيلادوس» أحد أقمار كوكب زحل.[40]
- 27: الإعلان عن افتتاح جزيرة سندالة أولى وجهات نيوم استقبالاً للزوار.[41]

### نوفمبر
- 2: الإعلان عن اكتشاف مدينة النطاة الأثرية والتي يعود تاريخها إلى العصر البرونزي وتحديداً حوالي 2400 قبل الميلاد.[42]
- 5: بدأ مؤتمر بيبان من تنظيم الهيئة العامة للمنشآت الصغيرة والمتوسطة ورُعاتها في العاصمة الرياض.[43]
- 27: قام الملك سلمان بن عبد العزيز آل سعود بافتتاح «قطار الرياض» رسمياً، على أن يبدأ تشغيل المرحلة الأولى منه في 1 ديسمبر من العام ذاته.[44]

### ديسمبر
- 1: انطلاق المرحلة الأولى من مشروع «قطار الرياض» وتشمل ثلاثة مسارات رئيسية وهي الأزرق والأصفر والبنفسجي.[45]
- 11:
  - أعلن الاتحاد الدولي لكرة القدم "فيفا" فوز السعودية باستضافة كأس العالم 2034.[46]
  - أعلن ولي العهد، الأمير محمد بن سلمان آل سعود، رئيس مجلس الوزراء السعودي، عن تأسيس «الهيئة العليا لاستضافة كأس العالم 2034».[47]
- 15: انطلاق «المسار الأخضر» و«المسار الأحمر» ضمن شبكة قطار الرياض.[48]

## وفيات

### يناير
- 7: محمد بن عبدالرحمن الهدلق، باحث وناقد وأستاذ جامعي (و. 1944).[49]
- 11: غيهب بن محمد الغيهب، المستشار في الديوان الملكي، ورئيس المحكمة العليا سابقاً (و. 1939).[50]
- 16: عبد الخالق الجنبي، كاتب ومؤرخ وباحث له مؤلفات في التاريخ والجغرافيا والأدب العربي (و. 1964).[51]

### فبراير
- 18: خالد آل سيف، رجل أعمال ورئيس مجموعة السيف، وهو والد الأميرة رجوة (و. 1953).[52]
- 19: عبد العزيز الهزاع، ممثل سعودي (و. 1937).[53]
- 20: ممدوح بن سعود بن عبد العزيز آل سعود، لاعب كرة قدم وهو أحد أبناء الملك سعود (و. 1944).[54]
- 23: فهد بن عبد المحسن بن عبد الله بن جلوي آل سعود، أحد أبناء عبد المحسن بن عبد الله بن جلوي آل سعود (و. 1947).[55]
- 29: تركي بن عبد الله بن ناصر بن عبدالعزيز آل سعود، أحد أبناء الأمير عبد الله بن ناصر بن عبد العزيز آل سعود.[56]

### مارس
- 13: عبد الله القصير، عالم دين وداعية إسلامي (و. 1951).[57]
- 16: فهدة بنت عبدالله بن عبدالعزيز آل سعود، إحدى بنات الملك عبد الله بن عبد العزيز آل سعود.[58]

### أبريل
- 26: منصور بن بدر بن سعود بن عبدالعزيز آل سعود، أمير سعودي وهو أحد أبناء بدر بن سعود بن عبد العزيز آل سعود.[59]
- 27: عبد الرحمن بن فيصل بن معمر، أديب ومثقف سعودي (و. 1940).[60]
- 29: محمد رمضان، مُعلق رياضي (و. 1933).[61]

### مايو
- 1: يوسف الصمعان، استشاري في الطب النفسي ومترجم وناشر (و. 1970).[62]
- 4: بدر بن عبد المحسن بن عبد العزيز آل سعود، شاعر وهو أحد أبناء عبد المحسن بن عبد العزيز آل سعود (و. 1949).[63]

### يونيو
- 20: علي رديش دغريري، أديب وشاعر (و. 1960).[64]
- 22: صالح زين العابدين الشيبي، أستاذ جامعي وسادنَ الكعبة من بني شيبة (و. 1945).[65]

### يوليو
- 20: إسماعيل بن سعد العتيق، عالم وداعية ومؤرِّخ ورحَّالة (و. 1938).[66]

### سبتمر
- 3: لطيفة بنت عبد العزيز آل سعود، إحدى بنات عبد العزيز آل سعود ووالدتها حصة بنت أحمد بن محمد السديري وشقيقة السديريون السبعة (و. 1949).[67]
- 12: صفية بن زقر، فنانة تشكيلية وعضو أول في الجمعية العربية السعودية للثقافة والفنون وعضو مؤسس لبيت التشكيليين في جدة (و. 1940).[68]

### أكتوبر
- 4: سامي بن عبد الله العبيدي، اقتصادي وشغل منصب الرئيس لاتحاد الغرف السعودية وللغرفة التجارية بالطائف سابقاً (و. 1967).[69]
- 8: أحمد سالم، لاعب كرة قدم لعب في مركز حارس مرمى (و. 1960).[70]

### نوفمبر
- 14: عمار بوقس، كاتب صحفي ورئيس «جمعية الإرادة للموهوبين من ذوي الإعاقة» (و. 1986).[71]

### ديسمبر
- 7: سمير الدهام، فنان تشكيلي (و. 1955).[72]
- 8: عبد الله المزيني، ممثل سعودي (و. 1940).[73]
- 15: عبد الله العلي النعيم، تربوي وكاتب شغل منصب أمين مدينة الرياض سابقاً (و. 1931).[74]